# Bobby Jaspar
Robert B. „Bobby“ Jaspar (* 20. Februar 1926 in Lüttich (Belgien); † 4. März 1963 in New York City) war ein belgischer Jazzmusiker (Tenorsaxophonist und Flötist).

## Leben und Werk
Im Alter von 11 Jahren begann Jaspar, Piano und Klarinette zu spielen, als Teenager wechselte er um auf Alt- und Tenorsaxophon. 1944 war er Mitbegründer der Formation The Bob Shots; 1945 spielte er gemeinsam mit Toots Thielemans in einer Dixieland-Band. Nachdem Jaspar für die in Westdeutschland stationierten US-Soldaten Musik gemacht hatte, lebte er ab 1950 in Paris, wo er live und im Plattenstudio mit vielen französischen (André Hodeir, Bernard Peiffer) und amerikanischen Musikern des Modern Jazz arbeitete, darunter mit Dave Amram, Chet Baker und Jimmy Raney. 1956 zog er mit seiner Frau, der Sängerin Blossom Dearie, nach New York City. 1956/57 trat er mit dem Quintett von J. J. Johnson auf; 1957 arbeitete er kurz mit Miles Davis. Mit dem Quintett von Donald Byrd absolvierte er 1958 eine ausgedehnte Europa-Tournee. 1959 arbeitete er als Gastsolist mit dem Bill Evans Trio, 1960 mit der Sängerin Chris Connor, aber auch mit Attila Zoller im Quartett für längere Zeit im Village Vanguard. 1961 waren er und Zoller in Europa. Mit dem belgischen Gitarristen René Thomas unternahm er 1962 eine weitere Europa-Tournee. Jaspar arbeitete auch mit John Coltrane, Elvin Jones, Herbie Mann und war an der Realisierung der von John Lewis komponierten Filmmusik zu Una storia milanese (dt. Titel Eine Mailänder Geschichte) von 1962 beteiligt. Ein letztes Mal trat er im Londoner Ronnie Scott’s Jazz Club auf, bevor er wegen eines schweren Herzleidens nach New York City zurückkehren musste. Eine Herzoperation führte, vermutlich in Kopplung mit Drogenmissbrauch, zum frühen Tod.
Bobby Jaspar gilt als rhythmisch sicherer, melodisch einfallsreicher Tenorsaxofonist mit Einflüssen von Lester Young, Stan Getz und Zoot Sims.
Nach ihm ist der Prix Bobby Jaspar der französischen Académie du Jazz für den besten europäischen Jazzmusiker des Jahres benannt.

## Auswahl-Diskographie

### Als Leader
- 1955 Modern Jazz Au Club du St. Germain (EmArcy) mit René Urtreger, Sacha Distel
- 1957 Bobby Jaspar with George Wallington, Idrees Sulieman (Riverside Records/OJC) mit Wilbur Little & Elvin Jones
- 1958 Bobby Jaspar And Friends (Fresh Sound Records, 1958–1962) mit Mundell Lowe, René Thomas, Monty Budwig
- 1962 The Bobby Jaspar Quartet at Ronnie Scott’s (Mole)

### Als Sideman
- 1954 Jimmy Raney: Visits Paris (Fresh Sound)
- 1957 Hank Jones Trio plus Bobby Jaspar
- 1957 J. J. Johnson: Live At The Café Bohemia (Fresh Sound)
- 1957 Idries Sulieman & John Coltrane: Interplay (Prestige Records)
- 1958: Bobby Byrd: Au chat qui pêche (Fresh Sound, ed. 2005)
- 1958: Michel Hausser: Mr. Vibes: Quartet & Octet Sessions 1958–1960 (Fresh Sound, ed. 2000)
- 1959 Wynton Kelly:  Kelly Blue (OJC)
- 1962 Herbie Mann: Flute Souflé (OJC)
- 1962 Chet Baker: Italian Session (RCA)
- 1962 John Lewis: A Milanese Story / Animal Dance (Collectables)